# Suscal (cantão)
Suscal é um cantão do Equador localizado na província de Cañar.
A capital do cantão é a cidade de Suscal.